# Обрћевац
Обрћевац је насељено мјесто у Босни и Херцеговини у општини Кладањ које административно припада Федерацији Босне и Херцеговине. Према попису становништва из 1991. у насељу је живјело 102 становника.

## Становништво
| Националност       | 1991. | 1981. | 1971. | 1961. |
| Срби               | 101   |       |       |       |
| Хрвати             | 1     |       |       |       |
| остали и непознато |       |       |       |       |
| Укупно             | 102   | '     | '     | '     |

| Демографија | Демографија | Демографија |
| Година      | Становника  | Становника  |
| ----------- | ----------- | ----------- |
| 1991.       | 102         |             |